# Izobraževalni center energetskega sistema
Izobraževalni center energetskega sistema (kratica: ICES) je zasebna višja strokovna šola, ki ponuja izobraževanje za delo v energetskem sistemu. Podjetje se nahaja na Letališki cesti 16A v Ljubljani.

## Zgodovina
ICES je bil ustanovljen kot interna šola Elektra-Slovenije leta 1996. Leta 2005 je bila šola izločena iz Elektra-Slovenija in je postala samostojni pravni subjekt, a je še vedno bila v 100-odstotni lasti Elektra-Slovenija.
Leta 2012 je družba B & B, izobraževanje in usposabljanje postalo edini lastnik šole.
Med letoma 1996 in 2012 je šolanje na različnih programih končalo 1.042 študentov.

## Programi
ICES ponuja dva višješolska programa in sicer inženir elektroenergetike in inženir strojništva. Predhodno je ICES ponujala tudi usposabljanje za naziva inženir elektronike in inženir informatike.
Prav tako ponuja različna usposabljanja za zaposlene na področju energetike, elektroenergetike in strojništva.